# Westminster School
Westminster School, eg. The Royal College of St. Peter at Westminster, är en skola i London som tillhör de mest ansedda av de engelska privatskolorna (public schools). Den grundades 1179 som en klosterskola och återinstiftades, efter klostrets upplösning, av drottning Elisabet 1560. Till 1868 stod skolan i en viss förbindelse med Westminster Abbey; den var känd för de latinska komedier (Westminster plays), som uppfördes av eleverna.
Westminster School är en av de nio privatskolorna som listas i 1868 års Public Schools Act (de övriga är Charterhouse, Eton College, Harrow School, Merchant Taylors' School, Rugby School, St Paul's School, Shrewsbury School och Winchester College) och anses därmed ha fått en viss särställning bland landets skolor.

## Kända alumni
Några kända elever från Westminster School är Ben Jonson, John Dryden, John Locke, Henry Purcell, Jeremy Bentham, A. A. Milne, John Gielgud, Peter Ustinov, Andrew Lloyd Webber, Shane MacGowan, Jason Kouchak, Helena Bonham Carter och Dido Armstrong.